# 图库曼竞技俱乐部
图库曼竞技俱乐部（西班牙語：Atlético Tucumán），是阿根廷图库曼省圣米格尔-德图库曼的足球俱乐部，于1902年成立。图库曼竞技队参加阿根廷足球甲级联赛。
该队与图库曼圣马丁竞技俱乐部之间的比赛常称作“图库曼德比”。